# Svärtinge kyrka
Svärtinge kyrka är en kyrkobyggnad i Svärtinge i Linköpings stift. Den är församlingskyrka i Kolmårdens församling.
Kyrkans gatuadress är Finspångsvägen 544, 605 80 Svärtinge.

## Kyrkobyggnaden
Nuvarande kyrka invigdes den 18 september 1994.

## Inventarier
- Altartavlan är utförd i laserat trä av Ulla Nerman.
- En ljusbärare i konstsmide av Christer Wide är formad som ett lönnträd.
- En dopfunt svarvad av Rune Larsson.

## Bildgalleri

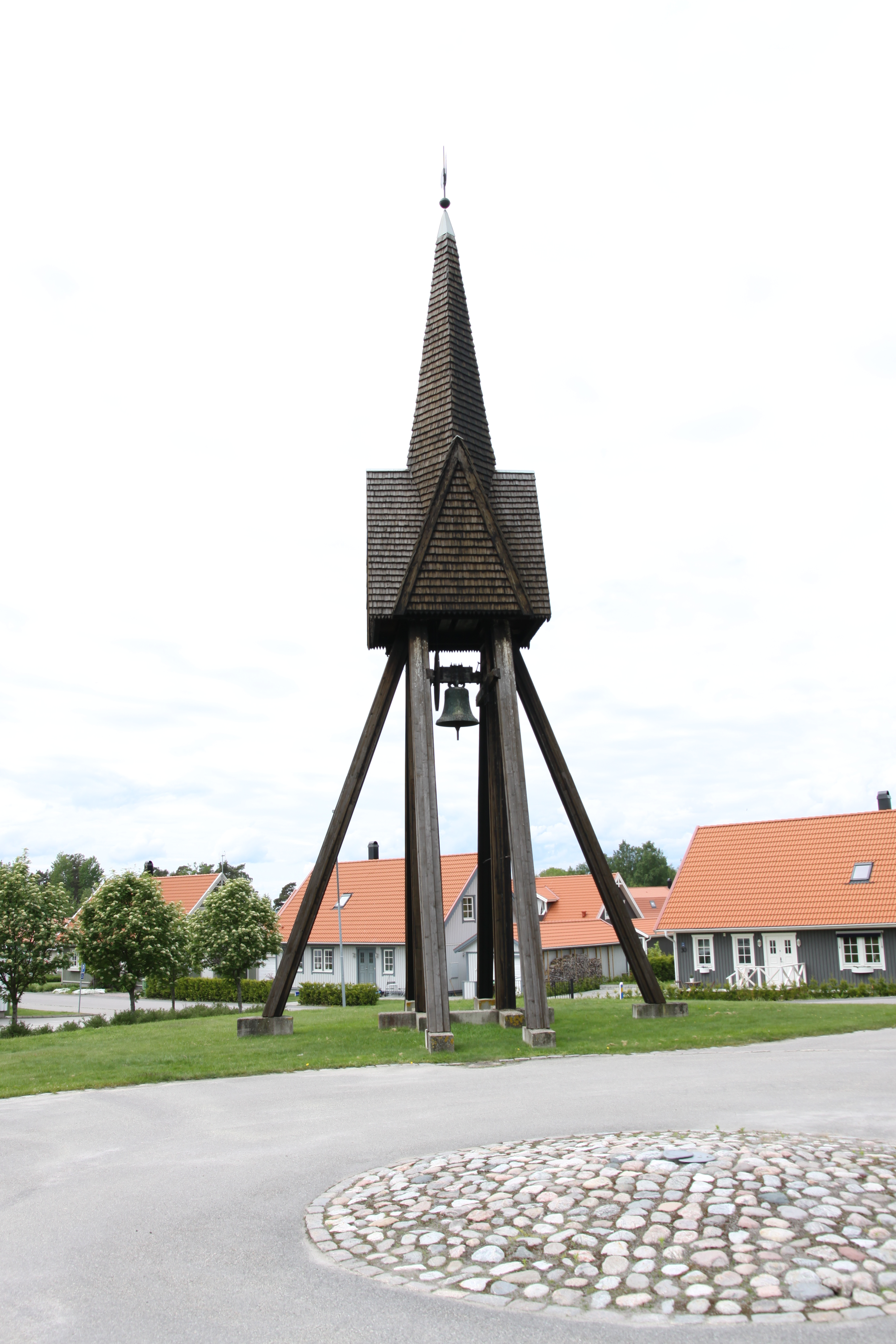
Klockstapeln vid Svärtinge kyrka
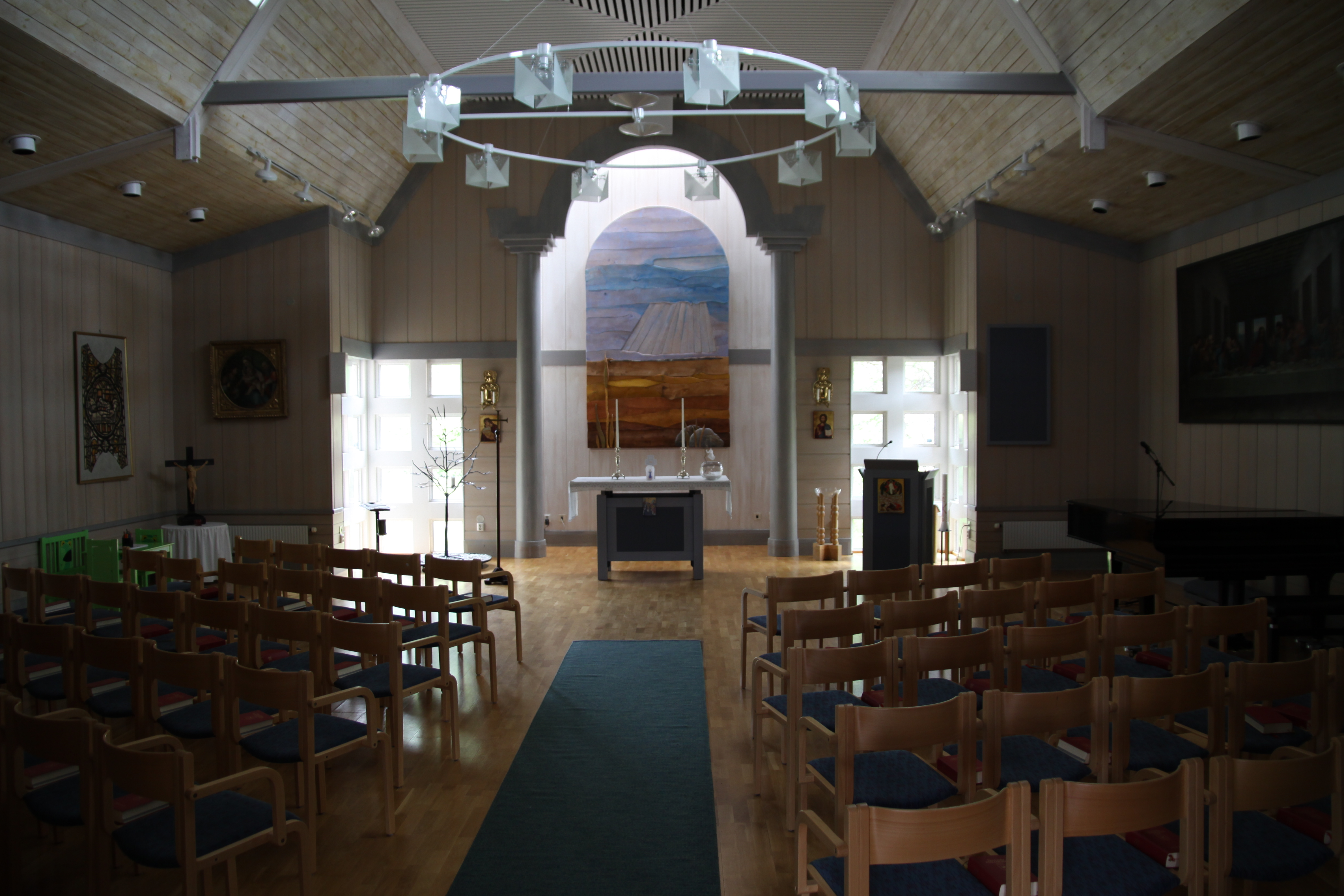
Kyrkorummet i Svärtinge kyrka
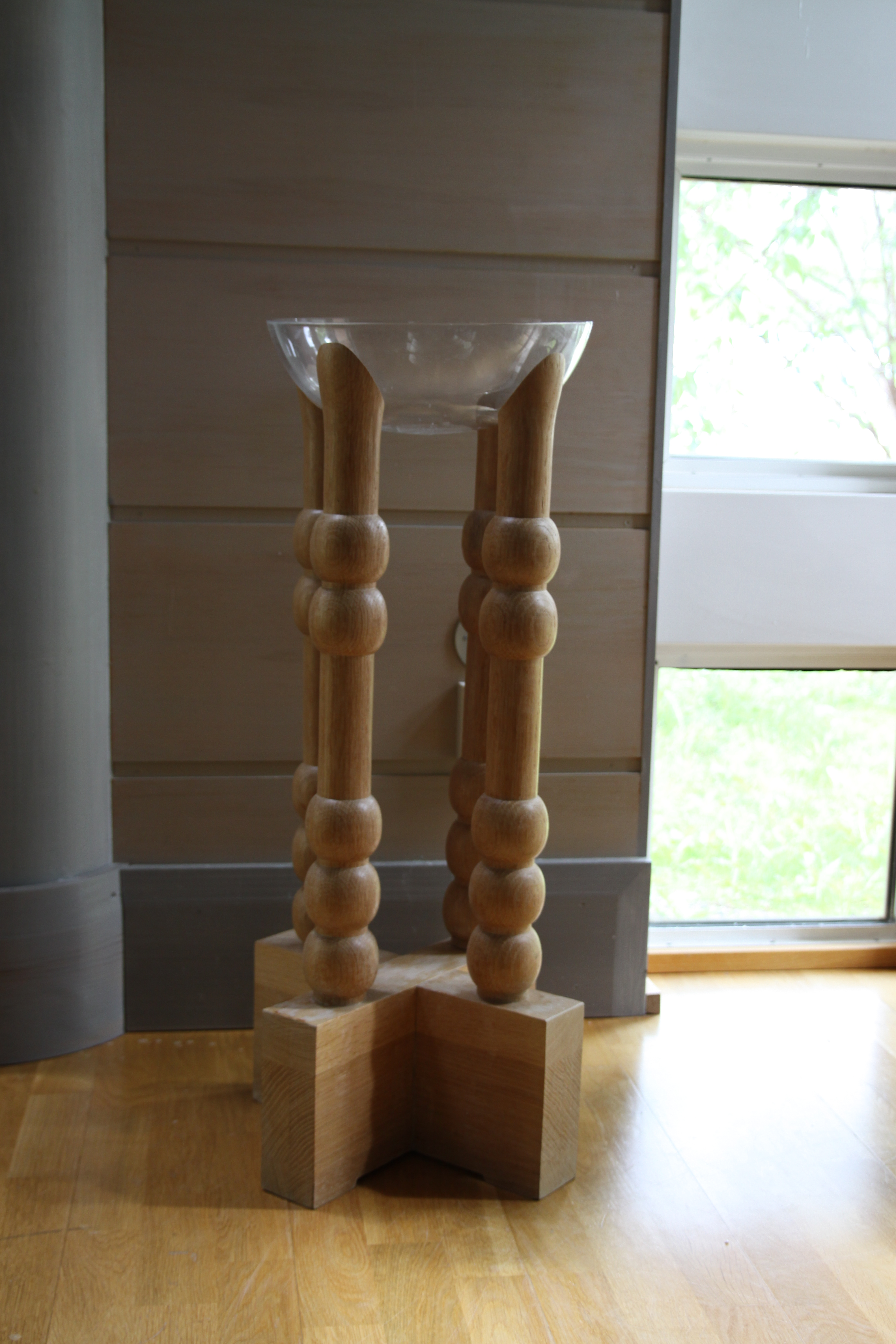
Dopfunten i Svärtinge kyrka
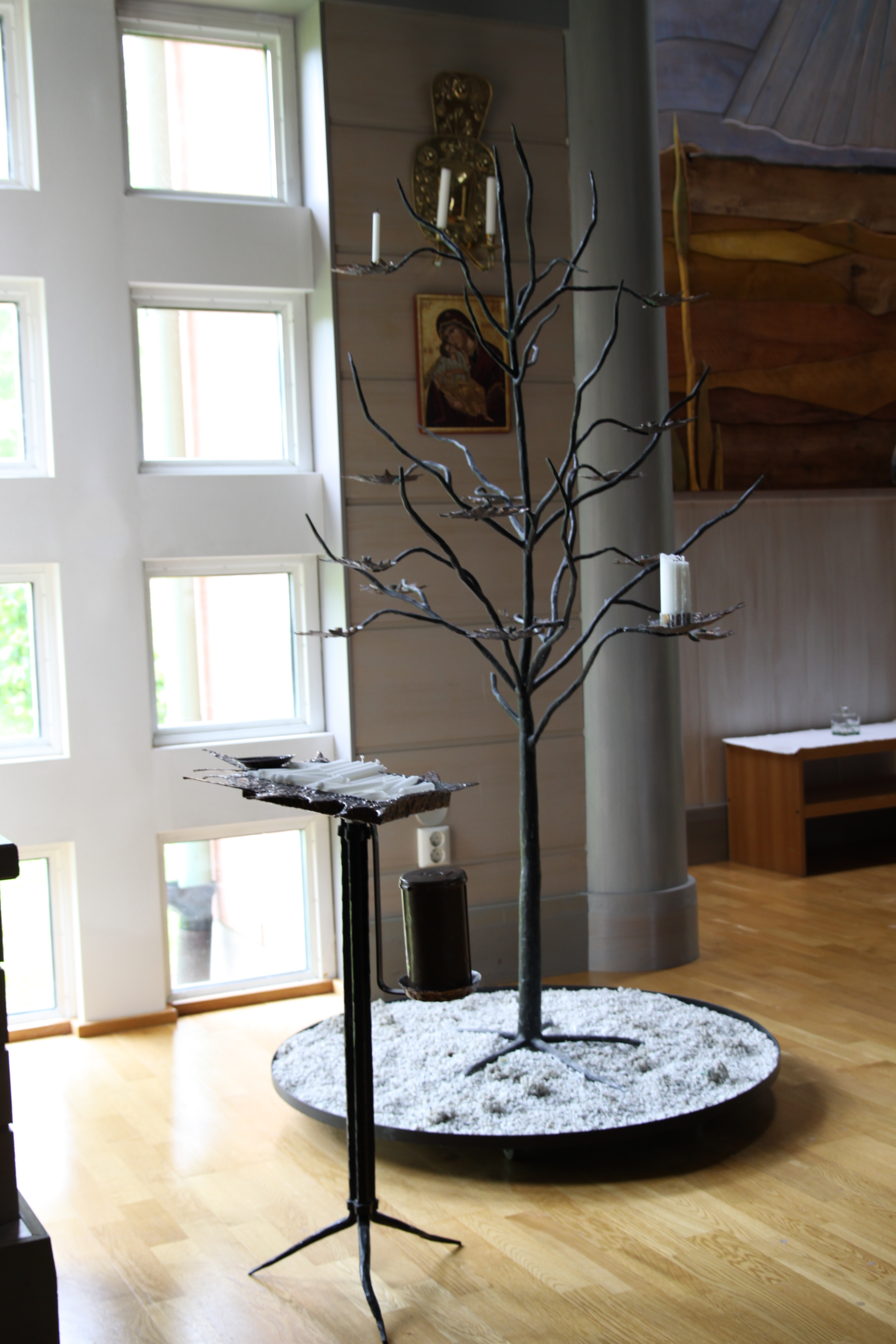
Ljusträdet i Svärtinge kyrka

### Fotnoter
1. ↑  ”Svärtinge kyrka”. Svenska kyrkan. https://www.svenskakyrkan.se/norrkoping/svartinge-kyrka. Läst 14 oktober 1994.